# Ophioderma sodipallaresi
Ophioderma sodipallaresi är en ormstjärneart som beskrevs av Caso 1985. Ophioderma sodipallaresi ingår i släktet Ophioderma och familjen Ophiodermatidae. Inga underarter finns listade i Catalogue of Life.